# Rías Baixas

Mapa de les Rías Baixas amb la seva conca hidrogràfica.

Les Rías Baixas (en català: Ries Baixes) són una part de l'àrea costanera de Galícia. Ocupen la costa oest de la província de la Corunya i tota la costa de la província de Pontevedra, des del cap de Fisterra fins al Cap Silleiro. De nord a sud són: 
- Ria de Corcubión
- Ria de Muros i Noia
- Ria d'Arousa
- Ria de Pontevedra
- Ria d'Aldán
- Ria de Vigo
- Ria de Baiona

Es caracteritzen per la seva mida, que és gran amb relació a la resta de les ries gallegues (Rías Altas i Rías Medias). Són les més conegudes de Galícia a conseqüència del turisme. A les ries el ritme de les marees és molt més visible que en el mar obert.